# IJshockey op de Olympische Spelen
IJshockey is een van de sporten die op het programma van de Olympische Winterspelen staat.
De sport stond voor het eerst op het programma tijdens de Olympische Zomerspelen van 1920 en bestond toen enkel uit het mannentoernooi. Sindsdien stond ze bij elke editie van de Winterspelen op het programma. Het vrouwentoernooi staat vanaf de Winterspelen van 1998 op het programma.
Zoals alle sporten op de Olympische Spelen worden de wedstrijden georganiseerd door de wereldbond in de desbetreffende tak van sport onder auspiciën van het Internationaal Olympisch Comité. Voor het ijshockey is dit de Internationale IJshockey Federatie (IIHF).
Het olympisch ijshockeytoernooi gold gedurende elf edities, tot en met de spelen van 1968, tegelijkertijd als het Wereldkampioenschap ijshockey. Ook hier was 1920 de eerste editie.

## Edities
| Spelen                     | Jaar | Gaststad / Gastland                                                           | Datum                                                                         | Landen                                                                        | Sporters                                                                      | Sporters                                                                      | Sporters                                                                      | Ond.                                                                          | Winnaar medaillespiegel                                                       |
| Spelen                     | Jaar | Gaststad / Gastland                                                           | Datum                                                                         | Landen                                                                        | Totaal                                                                        | M                                                                             | V                                                                             | Ond.                                                                          | Winnaar medaillespiegel                                                       |
| -------------------------- | ---- | ----------------------------------------------------------------------------- | ----------------------------------------------------------------------------- | ----------------------------------------------------------------------------- | ----------------------------------------------------------------------------- | ----------------------------------------------------------------------------- | ----------------------------------------------------------------------------- | ----------------------------------------------------------------------------- | ----------------------------------------------------------------------------- |
| XXV                        | 2026 | Milaan en Cortina d'Ampezzo, Italië                                           | 6–22 februari                                                                 |                                                                               |                                                                               |                                                                               |                                                                               | 2                                                                             |                                                                               |
| XXIV                       | 2022 | Peking, China                                                                 | 4–20 februari                                                                 |                                                                               |                                                                               |                                                                               |                                                                               | 2                                                                             |                                                                               |
| XXIII                      | 2018 | Pyeongchang, Zuid-Korea                                                       | 9–25 februari                                                                 |                                                                               |                                                                               |                                                                               |                                                                               | 2                                                                             |                                                                               |
| XXII                       | 2014 | Sotsji, Rusland                                                               | 7–23 februari                                                                 |                                                                               |                                                                               |                                                                               |                                                                               | 2                                                                             |                                                                               |
| XXI                        | 2010 | Vancouver, Canada                                                             | 12–28 februari                                                                |                                                                               |                                                                               |                                                                               |                                                                               | 2                                                                             |                                                                               |
| XX                         | 2006 | Turijn, Italië                                                                | 10–26 februari                                                                |                                                                               |                                                                               |                                                                               |                                                                               | 2                                                                             |                                                                               |
| XIX                        | 2002 | Salt Lake City, Verenigde Staten                                              | 8–24 februari                                                                 |                                                                               |                                                                               |                                                                               |                                                                               | 2                                                                             |                                                                               |
| XVIII                      | 1998 | Nagano, Japan                                                                 | 7–22 februari                                                                 |                                                                               |                                                                               |                                                                               |                                                                               | 2                                                                             |                                                                               |
| XVII                       | 1994 | Lillehammer, Noorwegen                                                        | 12–27 februari                                                                |                                                                               |                                                                               |                                                                               | –                                                                             | 1                                                                             |                                                                               |
| XVI                        | 1992 | Albertville, Frankrijk                                                        | 8–23 februari                                                                 |                                                                               |                                                                               |                                                                               | –                                                                             | 1                                                                             |                                                                               |
| XV                         | 1988 | Calgary, Canada                                                               | 13–28 februari                                                                |                                                                               |                                                                               |                                                                               | –                                                                             | 1                                                                             |                                                                               |
| XIV                        | 1984 | Sarajevo, Joegoslavië                                                         | 8–19 februari                                                                 |                                                                               |                                                                               |                                                                               | –                                                                             | 1                                                                             |                                                                               |
| XIII                       | 1980 | Lake Placid, Verenigde Staten                                                 | 13–24 februari                                                                |                                                                               |                                                                               |                                                                               | –                                                                             | 1                                                                             |                                                                               |
| XII                        | 1976 | Innsbruck, Oostenrijk                                                         | 4–15 februari                                                                 |                                                                               |                                                                               |                                                                               | –                                                                             | 1                                                                             |                                                                               |
| XI                         | 1972 | Sapporo, Japan                                                                | 3–13 februari                                                                 |                                                                               |                                                                               |                                                                               | –                                                                             | 1                                                                             |                                                                               |
| X                          | 1968 | Grenoble, Frankrijk                                                           | 6–18 februari                                                                 |                                                                               |                                                                               |                                                                               | –                                                                             | 1                                                                             |                                                                               |
| IX                         | 1964 | Innsbruck, Oostenrijk                                                         | 29 januari – 9 februari                                                       |                                                                               |                                                                               |                                                                               | –                                                                             | 1                                                                             |                                                                               |
| VIII                       | 1960 | Squaw Valley, Verenigde Staten                                                | 18–28 februari                                                                |                                                                               |                                                                               |                                                                               | –                                                                             | 1                                                                             |                                                                               |
| VII                        | 1956 | Cortina d'Ampezzo, Italië                                                     | 26 januari – 5 februari                                                       |                                                                               |                                                                               |                                                                               | –                                                                             | 1                                                                             |                                                                               |
| VI                         | 1952 | Oslo, Noorwegen                                                               | 14–25 februari                                                                |                                                                               |                                                                               |                                                                               | –                                                                             | 1                                                                             |                                                                               |
| V                          | 1948 | Sankt Moritz, Zwitserland                                                     | 30 januari – 8 februari                                                       |                                                                               |                                                                               |                                                                               | –                                                                             | 1                                                                             |                                                                               |
| -                          | 1944 | Toegekend aan Cortina d'Ampezzo, maar afgelast vanwege de Tweede Wereldoorlog | Toegekend aan Cortina d'Ampezzo, maar afgelast vanwege de Tweede Wereldoorlog | Toegekend aan Cortina d'Ampezzo, maar afgelast vanwege de Tweede Wereldoorlog | Toegekend aan Cortina d'Ampezzo, maar afgelast vanwege de Tweede Wereldoorlog | Toegekend aan Cortina d'Ampezzo, maar afgelast vanwege de Tweede Wereldoorlog | Toegekend aan Cortina d'Ampezzo, maar afgelast vanwege de Tweede Wereldoorlog | Toegekend aan Cortina d'Ampezzo, maar afgelast vanwege de Tweede Wereldoorlog | Toegekend aan Cortina d'Ampezzo, maar afgelast vanwege de Tweede Wereldoorlog |
| -                          | 1940 | Toegekend aan Sapporo, maar afgelast vanwege de Tweede Wereldoorlog           | Toegekend aan Sapporo, maar afgelast vanwege de Tweede Wereldoorlog           | Toegekend aan Sapporo, maar afgelast vanwege de Tweede Wereldoorlog           | Toegekend aan Sapporo, maar afgelast vanwege de Tweede Wereldoorlog           | Toegekend aan Sapporo, maar afgelast vanwege de Tweede Wereldoorlog           | Toegekend aan Sapporo, maar afgelast vanwege de Tweede Wereldoorlog           | Toegekend aan Sapporo, maar afgelast vanwege de Tweede Wereldoorlog           | Toegekend aan Sapporo, maar afgelast vanwege de Tweede Wereldoorlog           |
| IV                         | 1936 | Garmisch-Partenkirchen, Duitsland                                             | 6–16 februari                                                                 |                                                                               |                                                                               |                                                                               | –                                                                             | 1                                                                             |                                                                               |
| III                        | 1932 | Lake Placid, Verenigde Staten                                                 | 4–15 februari                                                                 |                                                                               |                                                                               |                                                                               | –                                                                             | 1                                                                             |                                                                               |
| II                         | 1928 | Sankt Moritz, Zwitserland                                                     | 11–19 februari                                                                |                                                                               |                                                                               |                                                                               | –                                                                             | 1                                                                             |                                                                               |
| I                          | 1924 | Chamonix-Mont-Blanc, Frankrijk                                                | 25 januari – 5 februari                                                       |                                                                               |                                                                               |                                                                               | –                                                                             | 1                                                                             |                                                                               |
| ↓ Olympische Zomerspelen ↓ |      |                                                                               |                                                                               |                                                                               |                                                                               |                                                                               |                                                                               |                                                                               |                                                                               |
| VII                        | 1920 | Antwerpen, België                                                             | 20 april – 12 september                                                       |                                                                               |                                                                               |                                                                               | –                                                                             | 1                                                                             |                                                                               |

## Onderdelen
| Onderdeel | 20 | 24 | 28 | 32 | 36 | 48 | 52 | 56 | 60 | 64 | 68 | 72 | 76 | 80 | 84 | 88 | 92 | 94 | 98 | 02 | 06 | 10 | 14 | 18 | 22 | 26 | Totaal |
| --------- | -- | -- | -- | -- | -- | -- | -- | -- | -- | -- | -- | -- | -- | -- | -- | -- | -- | -- | -- | -- | -- | -- | -- | -- | -- | -- | ------ |
| Mannen    | •  | •  | •  | •  | •  | •  | •  | •  | •  | •  | •  | •  | •  | •  | •  | •  | •  | •  | •  | •  | •  | •  | •  | •  | •  | •  | 26     |
|           |    |    |    |    |    |    |    |    |    |    |    |    |    |    |    |    |    |    |    |    |    |    |    |    |    |    |        |
| Vrouwen   |    |    |    |    |    |    |    |    |    |    |    |    |    |    |    |    |    |    | •  | •  | •  | •  | •  | •  | •  | •  | 8      |
| totaal    | 1  | 1  | 1  | 1  | 1  | 1  | 1  | 1  | 1  | 1  | 1  | 1  | 1  | 1  | 1  | 1  | 1  | 1  | 2  | 2  | 2  | 2  | 2  | 2  | 2  | 2  | 34     |

## Toernooi top-4

### Mannen
| Editie | Finale           | Finale  | Finale            |                          | Om bronzen medaille | Om bronzen medaille | Om bronzen medaille |
| Editie | Goud             | Uitslag | Zilver            | Brons                    | Uitslag             | 4e plaats           |                     |
| ------ | ---------------- | ------- | ----------------- | ------------------------ | ------------------- | ------------------- | ------------------- |
| 1920   | Canada           | (1)     | Verenigde Staten  | Tsjecho-Slowakije        | 1-0                 | Zweden              |                     |
| 1924   | Canada           | (2)     | Verenigde Staten  | Groot-Brittannië         | (2)                 | Zweden              |                     |
| 1928   | Canada           | (2)     | Zweden            | Zwitserland              | (2)                 | Groot-Brittannië    |                     |
| 1932   | Canada           | (3)     | Verenigde Staten  | Duitsland                | (3)                 | Polen               |                     |
| 1936   | Groot-Brittannië | (3)     | Canada            | Verenigde Staten         | (3)                 | Tsjecho-Slowakije   |                     |
| 1948   | Canada           | (4)     | Tsjecho-Slowakije | Zwitserland              | (4)                 | Zweden              |                     |
| 1952   | Canada           | (4)     | Verenigde Staten  | Zweden                   | (4)                 | Tsjecho-Slowakije   |                     |
| 1956   | Sovjet-Unie      | (5)     | Verenigde Staten  | Canada                   | (5)                 | Zweden              |                     |
| 1960   | Verenigde Staten | (5)     | Canada            | Sovjet-Unie              | (5)                 | Tsjecho-Slowakije   |                     |
| 1964   | Sovjet-Unie      | (6)     | Zweden            | Tsjecho-Slowakije        | (6)                 | Canada              |                     |
| 1968   | Sovjet-Unie      | (6)     | Tsjecho-Slowakije | Canada                   | (6)                 | Zweden              |                     |
| 1972   | Sovjet-Unie      | (5)     | Verenigde Staten  | Tsjecho-Slowakije        | (5)                 | Zweden              |                     |
| 1976   | Sovjet-Unie      | (5)     | Tsjecho-Slowakije | Bondsrepubliek Duitsland | (5)                 | Finland             |                     |
| 1980   | Verenigde Staten | (2)     | Sovjet-Unie       | Zweden                   | (2)                 | Finland             |                     |
| 1984   | Sovjet-Unie      | (2)     | Tsjecho-Slowakije | Zweden                   | (2)                 | Canada              |                     |
| 1988   | Sovjet-Unie      | (2)     | Finland           | Zweden                   | (2)                 | Canada              |                     |
| 1992   | Gezamenlijk team | 3-1     | Canada            | Tsjecho-Slowakije        | 6-1                 | Verenigde Staten    |                     |
| 1994   | Zweden           | 3-2 ps  | Canada            | Finland                  | 4-0                 | Rusland             |                     |
| 1998   | Tsjechië         | 1-0     | Rusland           | Finland                  | 3-2                 | Canada              |                     |
| 2002   | Canada           | 5-2     | Verenigde Staten  | Rusland                  | 7-2                 | Wit-Rusland         |                     |
| 2006   | Zweden           | 3-2     | Finland           | Tsjechië                 | 3-0                 | Rusland             |                     |
| 2010   | Canada           | 3-2 nv  | Verenigde Staten  | Finland                  | 5-3                 | Slowakije           |                     |
| 2014   | Canada           | 3-0     | Zweden            | Finland                  | 5-0                 | Verenigde Staten    |                     |
| 2018   | OAR              | 4-3 nv  | Duitsland         | Canada                   | 6-4                 | Tsjechië            |                     |
| 2022   | FIN              | 2-1     | Russische ploeg   | Slowakije                | 4-0                 | Zweden              |                     |

(1) Finale was Canada-Zweden 12-1, Zweden kwam hierna in een herkansingstoernooi en eindigde als 4de.
(2) Geen finale gespeeld, finalepoule met 4 teams, waarbij alle teams eenmaal tegen elkaar speelden.
(3) Geen finale gespeeld, finalepoule met 4 teams, waarbij alle teams tweemaal tegen elkaar speelden.
(4) Geen finale gespeeld, toernooi waarbij alle teams eenmaal tegen elkaar speelden.
(5) Geen finale gespeeld, finalepoule met 6 teams, waarbij alle teams eenmaal tegen elkaar speelden.
(6) Geen finale gespeeld, finalepoule met 8 teams, waarbij alle teams eenmaal tegen elkaar speelden.

### Vrouwen
| Editie | Finale           | Finale  | Finale           |                  | Om bronzen medaille | Om bronzen medaille | Om bronzen medaille |
| Editie | Goud             | Uitslag | Zilver           | Brons            | Uitslag             | 4e plaats           |                     |
| ------ | ---------------- | ------- | ---------------- | ---------------- | ------------------- | ------------------- | ------------------- |
| 1998   | Verenigde Staten | 3-1     | Canada           | Finland          | 4-1                 | China               |                     |
| 2002   | Canada           | 3-2     | Verenigde Staten | Zweden           | 2-1                 | Finland             |                     |
| 2006   | Canada           | 4-1     | Zweden           | Verenigde Staten | 4-0                 | Finland             |                     |
| 2010   | Canada           | 2-0     | Verenigde Staten | Finland          | 3-2                 | Zweden              |                     |
| 2014   | Canada           | 3-2     | Verenigde Staten | Zwitserland      | 4-3                 | Zweden              |                     |
| 2018   | Verenigde Staten | 3-2 ps  | Canada           | Finland          | 3-2                 | OAR                 |                     |
| 2022   | Canada           | 3-2     | Verenigde Staten | Finland          | 4-0                 | Zwitserland         |                     |

## Individuele medaillewinnaars
Op de lijst van 'succesvolste olympiërs' staan zeventien ijshockeyers (m/v), zij wonnen ten minste drie gouden medailles.
| P | Olympiër               | Land    | Jaren     | Goud | Zilver | Brons | T | Onderdeel |
| - | ---------------------- | ------- | --------- | ---- | ------ | ----- | - | --------- |
| 1 | Jayna Hefford          | CAN     | 1998-2014 | 4    | 1      | 0     | 5 | vrouwen   |
| 1 | Hayley Wickenheiser    | CAN     | 1998-2014 | 4    | 1      | 0     | 5 | vrouwen   |
| 3 | Caroline Ouellette     | CAN     | 2002-2014 | 4    | 0      | 0     | 4 | vrouwen   |
| 4 | Vladislav Tretjak      | URS     | 1968-1980 | 3    | 1      | 0     | 4 | mannen    |
| 4 | Jennifer Botteril      | CAN     | 1998-2010 | 3    | 1      | 0     | 4 | vrouwen   |
| 4 | Becky Kellar           | CAN     | 1998-2010 | 3    | 1      | 0     | 4 | vrouwen   |
| 4 | Meghan Agosta-Marciano | CAN     | 2006-2018 | 3    | 1      | 0     | 4 | vrouwen   |
| 4 | Rebecca Johnston       | CAN     | 2010-2022 | 3    | 1      | 0     | 4 | vrouwen   |
| 4 | Marie-Philip Poulin    | CAN     | 2010-2022 | 3    | 1      | 0     | 4 | vrouwen   |
| 9 | Vitali Davydov         | URS     | 1964-1972 | 3    | 0      | 0     | 3 | mannen    |
| 9 | Anatoli Firsov         | URS     | 1964-1972 | 3    | 0      | 0     | 3 | mannen    |
| 9 | Viktor Koezkin         | URS     | 1964-1972 | 3    | 0      | 0     | 3 | mannen    |
| 9 | Aleksandr Ragoelin     | URS     | 1964-1972 | 3    | 0      | 0     | 3 | mannen    |
| 9 | Andrej Chomoetov       | URS EUN | 1984-1992 | 3    | 0      | 0     | 3 | mannen    |
| 9 | Cherie Piper           | CAN     | 2002-2010 | 3    | 0      | 0     | 3 | vrouwen   |
| 9 | Colleen Sostorics      | CAN     | 2002-2010 | 3    | 0      | 0     | 3 | vrouwen   |
| 9 | Kim St-Pierre          | CAN     | 2002-2010 | 3    | 0      | 0     | 3 | vrouwen   |
| 9 | Gillian Apps           | CAN     | 2006-2014 | 3    | 0      | 0     | 3 | vrouwen   |
| 9 | Charline Labonté       | CAN     | 2006-2014 | 3    | 0      | 0     | 3 | vrouwen   |

## Medaillespiegel
Tot en met de Olympische Winterspelen van 2022.
| Plaats | Land                           | NOC    | Goud | Zilver | Brons | Totaal |
| ------ | ------------------------------ | ------ | ---- | ------ | ----- | ------ |
| 1      | Canada                         | CAN    | 14   | 6      | 3     | 23     |
| 2      | Sovjet-Unie                    | URS    | 7    | 1      | 1     | 9      |
| 3      | Verenigde Staten               | USA    | 4    | 12     | 2     | 18     |
| 4      | Zweden                         | SWE    | 2    | 4      | 5     | 11     |
| 5      | Finland                        | FIN    | 1    | 2      | 7     | 10     |
| 6      | Tsjechië                       | CZE    | 1    | 0      | 1     | 2      |
| 6      | Groot-Brittannië               | GBR    | 1    | 0      | 1     | 2      |
| 8      | Gezamenlijk team               | EUN    | 1    | 0      | 0     | 1      |
| 8      | Olympische atleten uit Rusland | OAR    | 1    | 0      | 0     | 1      |
| 10     | Tsjecho-Slowakije              | TCH    | 0    | 4      | 4     | 8      |
| 11     | Duitsland                      | GER    | 0    | 1      | 1     | 2      |
| 11     | Rusland                        | RUS    | 0    | 1      | 1     | 2      |
| 13     | Russische ploeg                | ROC    | 0    | 1      | 0     | 1      |
| 14     | Zwitserland                    | SUI    | 0    | 0      | 3     | 3      |
| 15     | Bondsrepubliek Duitsland       | FRG    | 0    | 0      | 1     | 1      |
| 15     | Slowakije                      | SVK    | 0    | 0      | 1     | 1      |
| Totaal | Totaal                         | Totaal | 32   | 32     | 32    | 96     |

Antwerpen 1920 · 
Chamonix 1924 · 
St. Moritz 1928 · 
Lake Placid 1932 · 
Garmisch-Partenkirchen 1936 · 
St. Moritz 1948 · 
Oslo 1952 · 
Cortina d'Ampezzo 1956 · 
Squaw Valley 1960 · 
Innsbruck 1964 · 
Grenoble 1968 · 
Sapporo 1972 · 
Innsbruck 1976 · 
Lake Placid 1980 · 
Sarajevo 1984 · 
Calgary 1988 · 
Albertville 1992 · 
Lillehammer 1994 · 
Nagano 1998 · 
Salt Lake City 2002 · 
Turijn 2006 · 
Vancouver 2010 · 
Sotsji 2014 · 
Pyeongchang 2018 · 
Peking 2022

Lijst van olympische medaillewinnaars
Olympische Zomerspelen
Olympische Winterspelen
Gerelateerd
Olympische Jeugdspelen · Paralympische Spelen · Deaflympische Spelen · Special Olympic World Games
IOC · COA · BOIC · NOC*NSF · NAOC · SOC